# Lyrognathus crotalus
Lyrognathus crotalus là một loài nhện trong họ Theraphosidae.
Loài này thuộc chi Lyrognathus. Lyrognathus crotalus được Mary Agard Pocock miêu tả năm 1895.